# Škarez 1.díl
Škarez 1. díl (německy Skares 1. Teil) je část obce Drslavice v okrese Prachatice v Jihočeském kraji, díl vesnice Škarez, jejíž 2. díl patří k obci Šumavské Hoštice. Nachází se asi 1,5 kilometru západně od Drslavic. Je zde evidováno 6 adres. V roce 2011 zde trvale nikdo nežil.
Škarez 1. díl leží v katastrálním území Švihov u Lažišť o výměře 4,75 km².

## Historie
První písemná zmínka o vesnici pochází z roku 1551.

## Obyvatelstvo
| Rok            | 1869 | 1880 | 1890 | 1900 | 1910 | 1921 | 1930 | 1950 | 1961 | 1970 | 1980 | 1991 | 2001 | 2011 | 2021 |
| -------------- | ---- | ---- | ---- | ---- | ---- | ---- | ---- | ---- | ---- | ---- | ---- | ---- | ---- | ---- | ---- |
| Počet obyvatel | 21   | 14   | 21   | 20   | 20   | 26   | 16   | 9    | 14   | 23   | 4    | 2    | 0    | 0    | 4    |
| Počet domů     | 2    | 2    | 4    | 4    | 4    | 4    | 3    | 6    | 6    | 6    | 3    | 1    | 5    | 5    | 5    |

## Obecní správa
Při sčítání lidu v letech 1850–1960 Škarez 1. díl byl osadou obce Švihov v okrese Prachatice. V letech 1961–1991 byl částí obce Lažiště v okrese Prachatice. Od 1. května 1991 je částí obce Drslavice v okrese Prachatice.

## Pamětihodnosti a zajímavosti
- Na rozcestí u domu čp. 17 stojí kamenná boží muka.

## Další fotografie

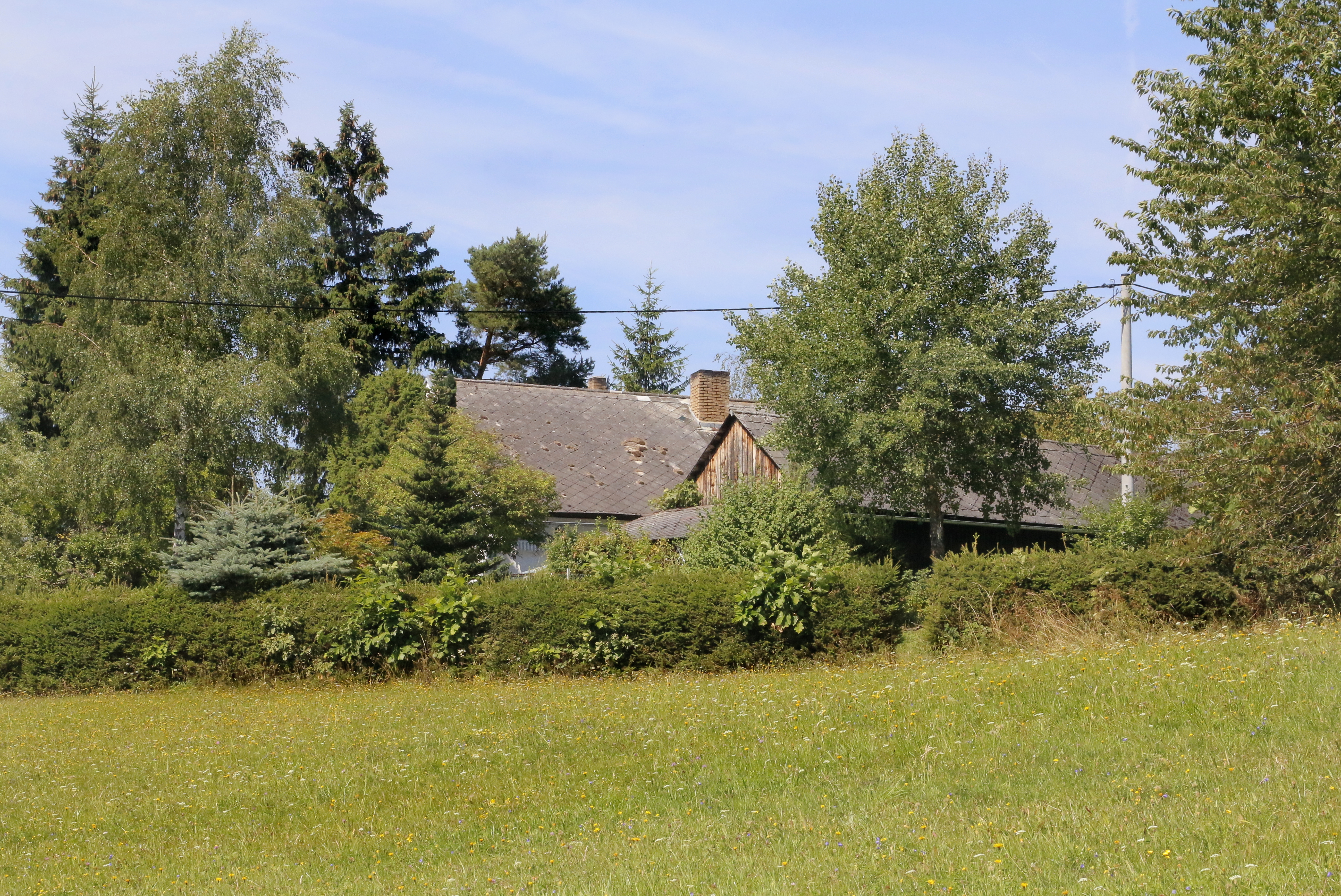
Dům čp. 9
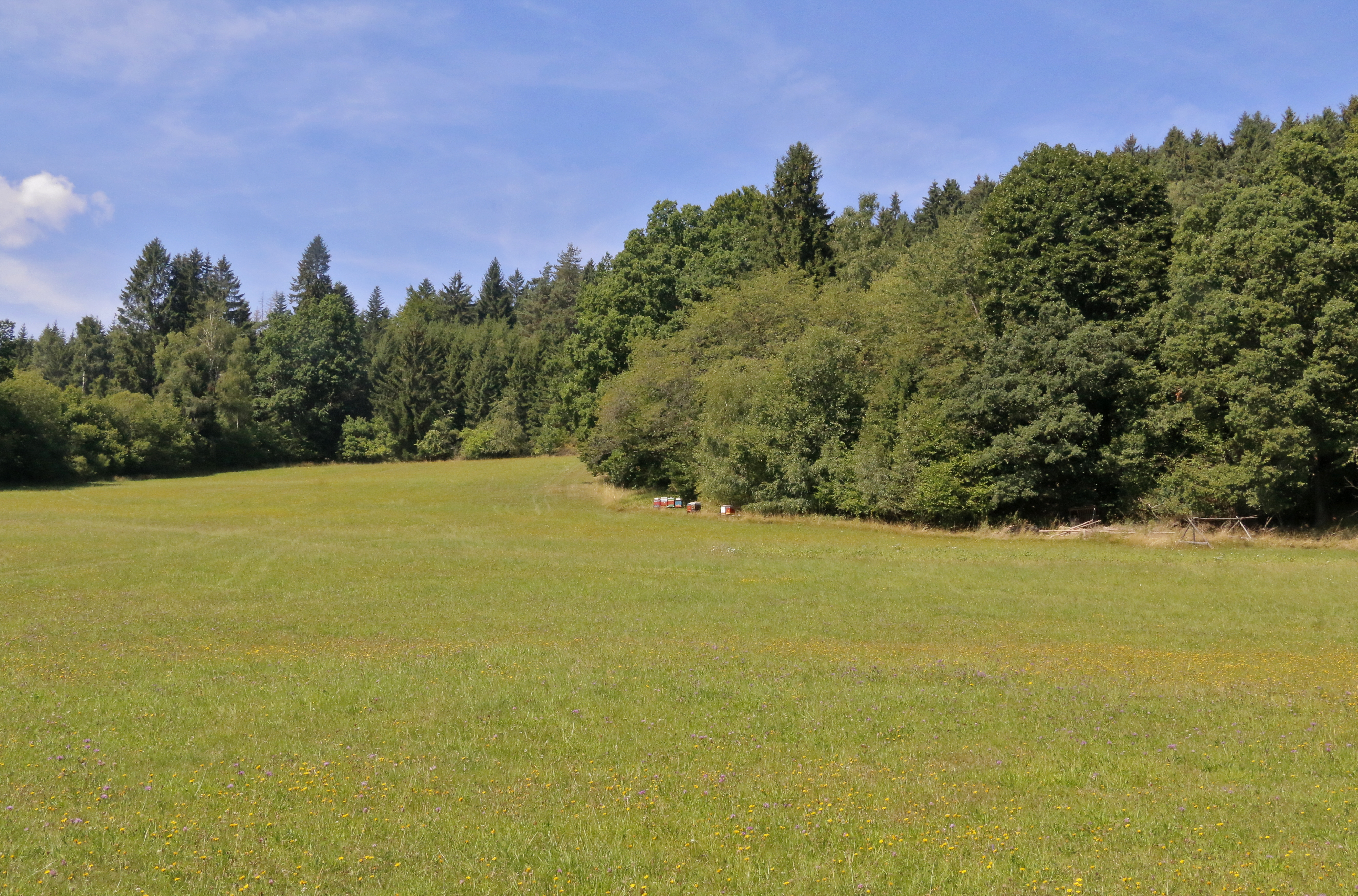
Krajina u vesnice
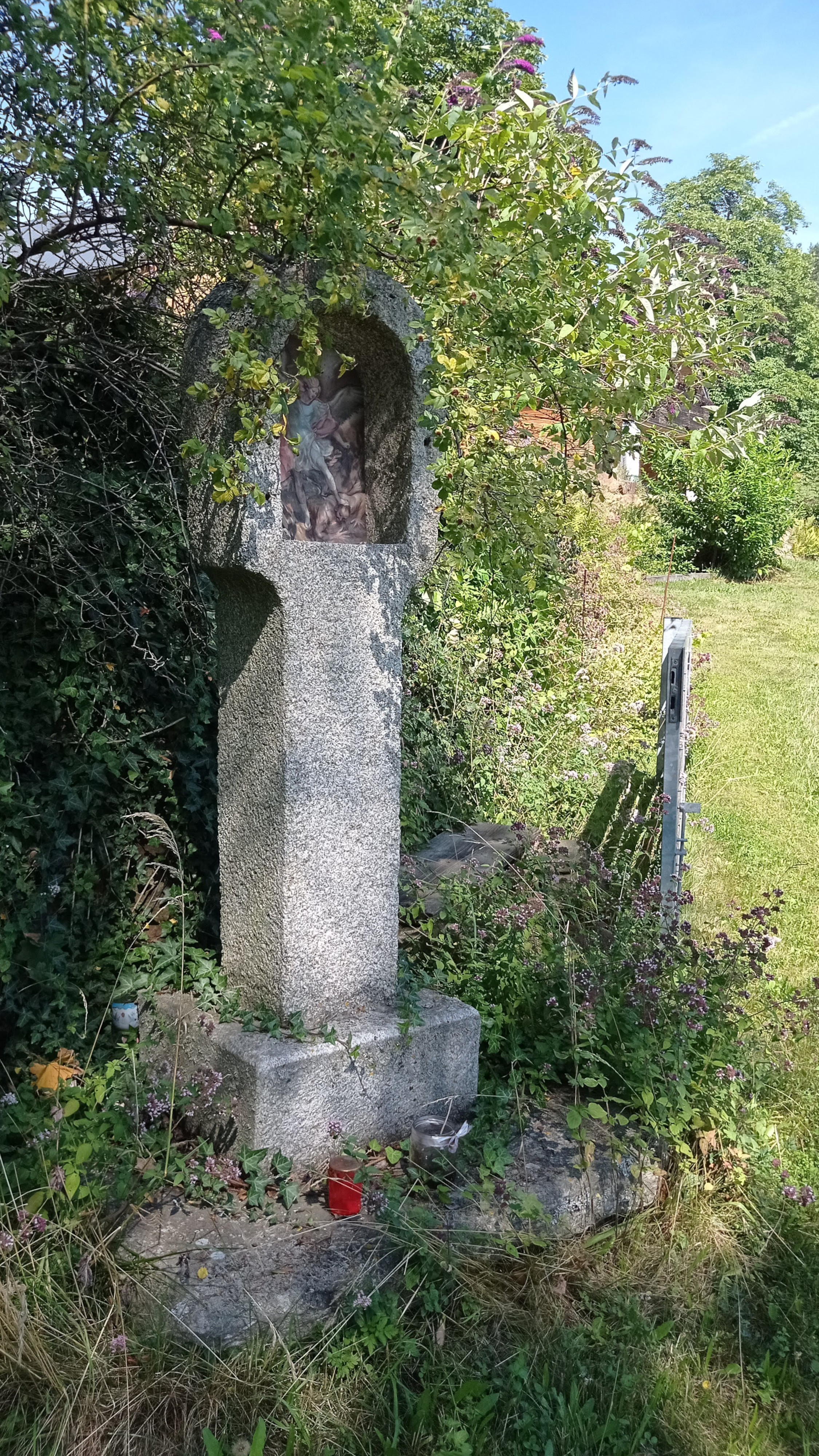
Boží muka
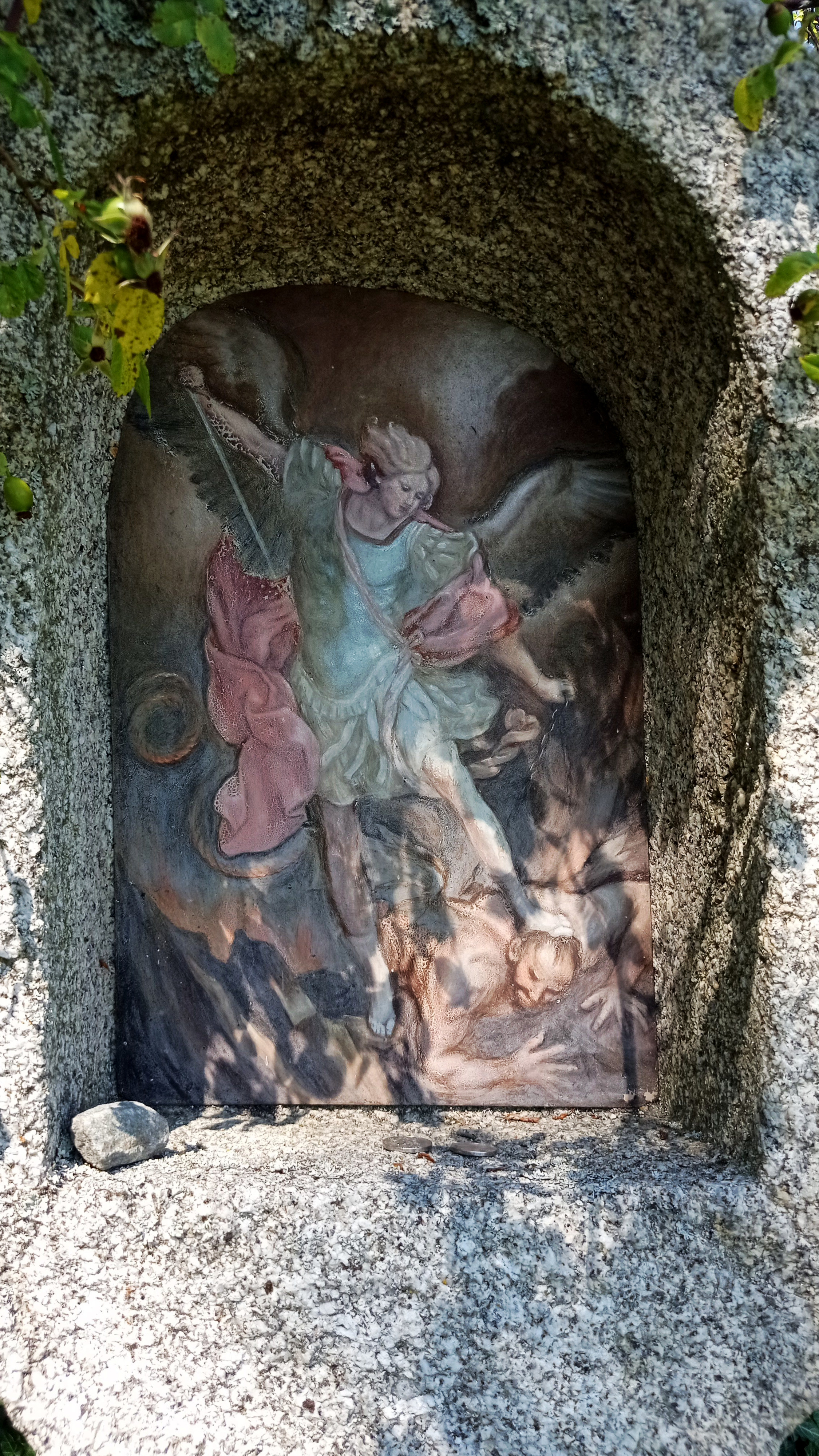
Detail lucerny božích muk